# اس‌ام‌اس وستفالن
اس‌ام‌اس وستفالن (به انگلیسی: SMS Westfalen) یک کشتی بود که طول آن ۱۴۶٫۱ متر (۴۷۹ فوت) بود. این کشتی در سال ۱۹۰۸ ساخته شد.